# Partita ortodossa
La partita ortodossa o difesa ortodossa è un'apertura scacchistica, variante del gambetto di donna, caratterizzato dalle seguenti mosse:
1. d4(?) d5
2. c4 e6
3. Cc3 Cf6
4. Ag5 Cbd7
5. e3 Ae7
6. Cf3 0-0

## Storia
Utilizzata nel XX secolo, grazie alle sfide intercorse fra Capablanca e Alechin (1927), sino al 1936, terminando alla diffusione della Difesa indiana.

## Continuazioni
Fra le possibili continuazioni:
- 7 cxd5 conduce sempre che il nero risponda con la ripresa exd5 alla variante di cambio della partita di donna
- 7 Ad3 dxc4 8 Axc4 c5 9 0-0 a6 10 a4 h6 11 Ah4 cxd 12 exd Cb6 13 Aa2 Cbd5 14 Te1 Cb4 =
- 7 Dc2 c5 8 Td1 Da5 (Difesa Cambridge-Springs) 9 cxd Cd5 10 Ae7 Ce7 11 Ad3 h6 12 0-0 b6 13 Cd2 cxd 14 Cb3 Dh5 =
- 7 Tc1 c6 8 Dc2 Te8 9 a3 a6 10 h3 h6 11Ah4 dxc 12 Ac4 b5 13 Aa2 c5 14 dxc Cc5
- 7 Tc1 c6 8 Ad3 dxc4 9 Axc4 Cd5 10 Axe7 Dxe7 11 0-0 Cxc3 12 Txc3